# 卡利法布古
12°57′8″N 8°10′23″W / 12.95222°N 8.17306°W
卡利法布古（法語：Kalifabougou），是馬里的城鎮，位於該國西南部，由庫利科羅區的卡蒂省負責管轄，面積241平方公里，海拔高度416米，2009年人口4,796，人口密度每平方公里20人。